# 天元 (日本)
天元（978年12月31日~983年5月29日）是日本的年號。使用此年號的日本天皇是圓融天皇。

## 改元
- 貞元三年十一月廿九（978年12月31日）：改元。
- 天元六年四月十五（983年5月29日）：改元永觀。

## 出處
- 《史記卷二十六·曆書第四》：「王者易姓受命，必慎始初，改正朔，易服色，推本天元，順承厥意。」

## 紀年、干支、西曆對照表
| 天元 | 元年  | 二年  | 三年  | 四年  | 五年  | 六年  |
| 公元 | 978年 | 979年 | 980年 | 981年 | 982年 | 983年 |
| 干支 | 戊寅  | 己卯  | 庚辰  | 辛巳  | 壬午  | 癸未  |